# Lleonci Mecànic
Lleonci Mecànic (en llatí Leontius, en grec antic Λεόντιος) fou un matemàtic grec del que no es coneix l'època exacta.
Va ser probablement posterior a Claudi Ptolemeu, i alguns autors l'assignen al segle vi. Va escriure una única obra dedicada a un amic seu de nom Teodor que havia col·laborat amb ell en alguns treballs de mecànica. Es dubta si aquest Teodor era la persona a qui Procle va dedicar el seu llibre De Providentia et Fato o un Teodor posterior, l'enginyer que va defensar Dara en la guerra entre Justinià I i Còsroes I de Pèrsia, que menciona l'historiador Procopi.
A la seva obra diu que havia construït una esfera segons la descripció d'Àrat, per encàrrec d'Elpidi que podria ser l'ambaixador d'aquest nom que l'emperador Maurici va enviar al kan dels Àvars el 583. La seva obra porta el títol de Περί παρασκευῆς Ἀρατείας σφαίρας, De Constructione Sphaerae Arati (Sobre la construcció de les esferes d'Àrat), basat en l'obra Els fenòmens (Φαινόμενα) d'Àrat.